# کالج موراوین
کالج مُراویَن (به انگلیسی: Moravian College) یک کالج هنرهای آزاد خصوصی در شهر بتلهم، پنسیلوانیا در ایالات متحده آمریکا است.